# Smerkolj
Smerkolj je priimek več znanih Slovencev:
- Anton Smerkolj (1922—1986), stolni župnik v Ljubljani, prevajalec in nabožni pisec
- Bojan Smerkolj (1896—1931), igralec
- Jaka Smerkolj Simoneti, dramaturg, teatrolog
- Jan Smerkolj, sabljač
- Matevž Smerkol(j), jazz-glasbenik (kontrabas - jazz, osnove aranžiranja, teorija jazza)
- Samo Smerkolj (1921—1993), operni in koncertni pevec, lirski baritonist
- Stojan Smerkolj, pravnik, sodnik